# Maria Helena d' Eça Leal
Maria Helena de Eça Leal (26 de Novembro de 1924 - 19 de junho de 2020) foi uma das mais reputadas locutoras de rádio em Portugal. Era irmã de Olavo d' Eça Leal.
Trabalhou também como actriz em televisão (em peças e séries da autoria do irmão).